# Maliattha picata
Maliattha picata är en fjärilsart som beskrevs av Butler 1889. Maliattha picata ingår i släktet Maliattha och familjen nattflyn. Inga underarter finns listade i Catalogue of Life.